# Keston Hiura
Keston Wee Hing Natsuo Hiura (Santa Clarita, 2 agosto 1996) è un giocatore di baseball statunitense, seconda base per i Milwaukee Brewers della Major League Baseball.

## Carriera

### Inizi e Minor League (MiLB)
Keston Hiura è nato nel quartiere di Valencia a Santa Clarita, California, da madre cinese e padre giapponese. Crebbe come tifoso dei Dodgers.
Frequentò la Valencia high school del suo quartiere e dopo essersi diplomato si iscrisse all'Università della California di Irvine, nella Contea di Orange, dove venne selezionato nel primo turno, come 9ª scelta assoluta del draft MLB 2017, dai Milwaukee Brewers, che lo impiegarono durante la stagione nella classe Rookie e nella classe A.
Iniziò la stagione 2018 nella classe A-avanzata e venne promosso nella Doppia-A il 1º giugno dello stesso anno.
Cominciò la stagione 2019 nella Tripla-A con i San Antonio Missions.

### Major League (MLB)
Hiura debuttò nella MLB il 14 maggio 2019, al Citizens Bank Park di Filadelfia contro i Philadelphia Phillies, realizzando le sue prime due valide e ottenendo una base su ball. Batté il suo primo fuoricampo il 19 maggio contro i Braves. In luglio venne nominato esordiente del mese della NL. Concluse la stagione con 84 partite disputate nella MLB e 57 nella Tripla-A.

## Palmares
- Esordiente del mese:

NL: luglio 2019
- Giocatore della settimana:

NL: 21 luglio 2019